# Маяк мыса Хаттерас
Маяк мыса Хаттерас (англ. Cape Hatteras Light) — маяк на Внешних отмелях в Северной Каролине, стоит на мысе Хаттерас около Бакстона. Район Атлантического океана напротив мыса Хаттерас отличается исключительно сложными условиями для навигации из-за мелей, изменчивых течений и штормовых ветров. Здесь сталкиваются холодное Лабрадорское течение и Гольфстрим. Этот район именуют «кладбище Атлантики» из-за тысяч затонувших в этих местах судов.
Является самым высоким маяком страны и 19-м по высоте маяком в мире.

## История

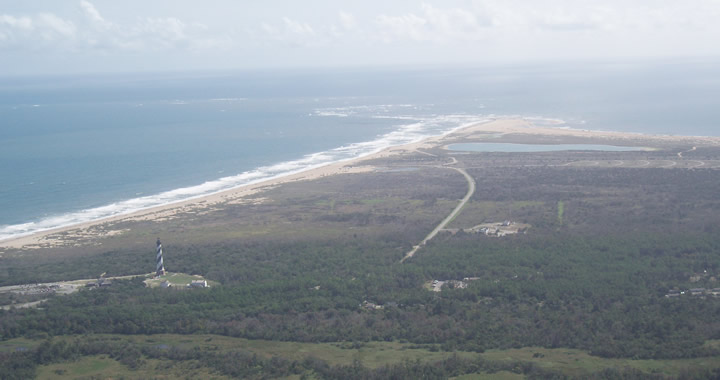
Мыс Хаттерас и маяк с высоты птичьего полёта.

Первый маяк на мысе строился в 1797-1803 годах. Во время Гражданской войны он был повреждён. В 1870 году рядом был возведён новый кирпичный маяк, который в то время был самым высоким в мире. Сейчас маяк мыса Хаттерас остаётся самым высоким маяком США и крупнейшим кирпичным маяком мира.

## Перемещение

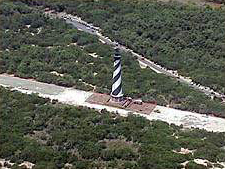
Перемещение маяка.

Из-за постоянной эрозии берега к концу XX века маяк оказался в опасной близости к океану. К 1987 году строение оказалось всего в 35 м от берега и считалось, что маяк не простоит более 10 лет. В 1999—2000 вся конструкция была перевезена на 870 м вглубь острова. Для этого маяк был поднят на 6 футов над землёй и поставлен на металлическую платформу, которую передвигали по специальным рельсам с помощью гидравлического оборудования на 5 футов за шаг.